# Giro di Lombardia 1973
Il Giro di Lombardia 1973, sessantasettesima edizione della corsa, fu disputata il 13 ottobre 1973, su un percorso totale di 266 km. Fu vinta dall'italiano Felice Gimondi, giunto al traguardo con il tempo di 7h07'42" alla media di 37,316 km/h, precedendo i belgi Roger De Vlaeminck e Herman Van Springel.
Presero il via da Milano 144 ciclisti e 22 di essi portarono a termine la gara.
L'8 novembre 1973, a seguito di un controllo antidoping effettuato subito dopo la gara, il belga Eddy Merckx, iniziale vincitore della gara venne trovato positivo alla norefedrina, causata dall'utilizzo di Mucantyl, un farmaco prescrittogli dal medico della Molteni, Angelo Cavalli, al fine di curare una forma di bronchite. Nonostante la presunta buona fede il regolamento dell'Unione Ciclistica Internazionale venne applicato e il campione belga squalificato per un mese, multato di 150.000 lire e squalificato: la vittoria andò a Gimondi.
Anche l'italiano Ottavio Crepaldi della Zonca, giunto al traguardo in 20º posizione venne squalificato per non essersi presentato al controllo antidoping.

## Ordine d'arrivo (Top 10)
| Pos. | Corridore           | Squadra      | Tempo    |
| ---- | ------------------- | ------------ | -------- |
| SQ   | Eddy Merckx         | Molteni      | 7h03'27" |
| 1    | Felice Gimondi      | Bianchi      | 7h07'42" |
| 2    | Roger De Vlaeminck  | Brooklyn     | s.t.     |
| 3    | Herman Van Springel | M.I.C.       | s.t.     |
| 4    | Marcello Bergamo    | Filotex      | s.t.     |
| 5    | André Dierickx      | Merlin Plage | s.t.     |
| 6    | Miguel María Lasa   | KAS          | s.t.     |
| 7    | Régis Ovion         | Peugeot      | s.t.     |
| 8    | Frans Verbeeck      | Watney       | s.t.     |
| 9    | Franco Bitossi      | Sammontana   | s.t.     |
| 10   | Italo Zilioli       | Dreherforte  | s.t.     |